# Batavia (ladja, 1628)
Batavia ([baˈtaːvia] ()) je bila ladja nizozemske vzhodnoindijske družbe (VOC). Zgrajena v Amsterdamu leta 1628 kot nova vodilna ladja podjetja, je tisto leto odplula na svojo prvo plovbo proti Batavii, glavnemu mestu nizozemske Vzhodne Indije. 4. junija 1629 je Batavia doživela brodolom na Houtman Abrolhos, verigi majhnih otokov ob zahodni obali Avstralije.
Ko je ladja razpadla, se je približno 300 potnikov prebilo na obalo, 40 drugih pa se je pri svojih poskusih utopilo. Poveljnik ladje, Francisco Pelsaert, je odplul v Batavijo po pomoč, tako da je poveljevanje prepustil trgovcu Jeronimusu Corneliszu najvišjega uradnika Nizozemske vzhodnoindijske družbe. Cornelisz je poslal približno 20 mož pod vojakom Wiebbejem Hayesom na bližnje otoke pod pretvezo, da naj iščejo svežo vodo, in jih tam pustil umreti. Nato je orkestriral pokol, ki je v nekaj tednih povzročil umor približno 125 preostalih preživelih, vključno z ženskami, otroki in dojenčki; majhno število žensk je bilo obdržanih kot spolne sužnje, med njimi Lucretia Jans, ki jo je Cornelisz rezerviral zase.
Medtem je Hayesova skupina nepričakovano našla svežo vodo in se, potem ko je izvedela za grozodejstva, bojevala s Corneliszovo skupino. Oktobra 1629, na vrhuncu njihove zadnje in najsmrtonosnejše bitke, jih je prekinila vrnitev Pelsaerta z reševalno ladjo Sardam. Pelsaert je kasneje sodil in obsodil Cornelisza in šest njegovih mož, ki so postali prvi Evropejci, ki so bili zakonito usmrčeni v Avstraliji. Dva druga privrženca, obsojena za sorazmerno manjša kazniva dejanja, sta bila izgnana na celinsko Avstralijo in tako postala prva Evropejca, ki sta stalno naselila avstralsko celino. Od prvotnih 341 ljudi na krovu Batavie jih je le 122 uspelo priti do pristanišča Batavia.
Batavia, ki jo danes povezujejo z "eno najhujših grozljivih zgodb v pomorski zgodovini", je bila predmet številnih objavljenih zgodovin, prva iz leta 1647. Zaradi njenega edinstvenega mesta v zgodovini evropskih stikov z Avstralijo se zgodba o Bataviji včasih ponudi kot alternativna temeljna pripoved izkrcanju britanskih kaznjencev v Sydneyju. Številni artefakti iz Batavie, vključno s krmo ladje in ostanki okostja iz pokola, so shranjeni v galerijah brodolomcev v Fremantleu v Zahodni Avstraliji, medtem ko je replika ladje zasidrana kot muzejska ladja v Lelystadu na Nizozemskem.

## Prvo potovanje
27. oktobra 1628 je novozgrajena ladja Batavia, ki jo je naročila Nizozemska vzhodnoindijska družba (VOC), odplula iz Texela na Nizozemskem  v nizozemsko Vzhodno Indijo, da bi dobila začimbe. Uporabili naj bi Brouwerjevo pomorsko pot, kot vse ladje nizozemske vzhodnoindijske družbe.
Plula je pod poveljnikom in višjim trgovcem Franciscom Pelsaertom, Ariaen Jacobsz pa je služil kot kapitan. Pelsaert in Jacobsz sta se prej srečala v nizozemskem Suratteju, ko je Pelsaert javno slekel Jacobsza, potem ko je postal pijan in žalil Pelsaerta pred drugimi trgovci. Po tem incidentu je med moškima obstajalo sovraštvo. Na krovu je bil tudi mlajši trgovec Jeronimus Cornelisz (30), propadli lekarnar iz Haarlema, ki je bežal iz Nizozemske v strahu pred aretacijo zaradi svojih heretičnih prepričanj, povezanih s slikarjem Johannesom van der Beeckom .

### Uporniški načrt
Po Pelsaertovem pripovedovanju sta Jacobsz in Cornelisz zasnovala načrt, da bi med potovanjem zavzela ladjo, kar bi jima omogočilo, da začneta novo življenje drugje, z uporabo ogromne zaloge trgovskega zlata in srebra na krovu. Po odhodu z Rta dobrega upanja, kjer so se ustavili zaradi oskrbe, je Pelsaert domneval, da je Jacobsz ladjo namerno zapeljal s smeri in stran od ostale flote. Jacobsz in Cornelisz sta okoli sebe že zbrala manjšo skupino mož in poskrbela za incident, iz katerega naj bi sledil upor. To je vključevalo spolno zlorabo ugledne mlade sopotnice Lucretie Jans, da bi Pelsaerta izzvali k discipliniranju posadke. Upali so, da bodo njegovo disciplino prikazali kot nepravično in zaradi naklonjenosti pridobili več članov. Vendar je ženska uspela identificirati svoje napadalce. 

### Brodolom
4. junija 1629 je Batavia udarila v Morning Reef blizu otoka Beacon, ki je del Houtman Abrolhosa ob zahodni obali Avstralije. Od 322 ljudi na krovu je večini potnikov in posadke uspelo priti na obalo, čeprav se je 40 ljudi utopilo. Preživele, vključno z vsemi ženskami in otroki, so nato z ladijskim čolnom in jawlom prepeljali na bližnje otoke.
Z začetnim pregledom otokov niso našli sladke vode in le malo hrane (morski levi in ptice). Pelsaert je spoznal grozljivo situacijo in se odločil poiskati vodo na celini. Skupina, ki so jo sestavljali Jacobsz, Pelsaert, višji častniki, nekaj članov posadke in nekaj potnikov, je kraj razbitine zapustila v devet metrov dolgem čolnu v iskanju pitne vode. Po neuspešnem iskanju vode na celini so zapustili druge preživele in se odpravili proti severu na nevarno potovanje v mesto Batavia v nizozemski Vzhodni Indiji, enakega imena kot ladja, da bi poiskali rešitev. Med potjo je posadka nadaljevala pohode na celino v iskanju sladke vode.
V svojem dnevniku je Pelsaert navedel, da so 15. junija 1629 pluli skozi kanal med grebenom in obalo ter okoli poldneva našli odprtino na zemljepisni širini, za katero se domneva, da je okoli 23 stopinj južne, kjer so lahko pristali, in našli so vodo. Skupina je prenočila na kopnem. Pelsaert je komentiral ogromno število termitnjakov v bližini in kugo muh, ki jih je prizadela. Pelsaert je izjavil, da so nadaljevali proti severu z namenom, da bi našli "reko Jacoba Remmessensa", ki so jo prvič identificirali leta 1622, vendar zaradi vetra niso mogli pristati. Drake-Brockman je predlagal, da se ta lokacija identificira z Yardie Creekom.  
Šele ko je dolgi čoln dosegel otok Nusa Kambangan v nizozemski Vzhodni Indiji, so Pelsaert in drugi našli več vode. Potovanje je trajalo 33 dni in vsi so preživeli. Po njihovem prihodu v Batavijo je bil čolnar Jan Evertsz aretiran in usmrčen zaradi malomarnosti in "nezaslišanega vedenja" pred izgubo ladje (sumili so ga, da je bil vpleten). Tudi Jacobsz je bil aretiran zaradi malomarnosti, čeprav Pelsaert ni uganil njegove krivde za morebitni upor.
Generalni guverner Jan Pieterszoon Coen je nemudoma dal Pelsaertu poveljstvo nad  Sardam, da reši druge preživele, pa tudi da poskuša rešiti bogastvo iz razbitin Batavie. Pelsaert se je v bližino oceana, kjer se je zgodila nesreča, vrnil v enem mesecu, vendar je trajalo še en mesec iskanja, da so ponovno našli otoke. Končno je prispel na kraj in ugotovil, da se je med preživelimi zgodil krvavi pokol, zaradi česar se je njihovo število zmanjšalo za vsaj sto.

### Umori
Cornelisz je bil eden redkih mož, ki so ostali na Bataviji, da bi ropali in kradli. Bil je eden redkih, ki je preživel dokončni razpad ladje in po dveh dneh lebdenja prišel do otoka Beacon. Čeprav ni bil ne mornar ne vojak, je bil Cornelisz zaradi visokega položaja v nizozemski vzhodnoindijski družbi izvoljen za odgovornega za preživele. Načrtoval je, da bo ugrabil vsako reševalno ladjo, ki bi se lahko vrnila, in jo uporabil za iskanje drugega varnega zavetja. Cornelisz je skoval premišljene načrte za ustanovitev novega kraljestva z uporabo zlata in srebra iz razbitine. Vendar pa je moral za izvedbo tega načrta najprej odpraviti morebitne nasprotnike. 
Corneliszevo prvo premišljeno dejanje je bilo, da je vse orožje in zaloge hrane zasegel in postavil pod svoj nadzor. Nato je skupino vojakov, ki jih je vodil Wiebbe Hayes, premaknil na bližnji otok West Wallabi (ki se nahaja približno 8,7 km severozahodno), pod pretvezo, da naj iščejo vodo. Rekli so jim, naj pošljejo dimne signale, ko najdejo vodo, in jih bodo takrat rešili. Prepričan, da ne bodo uspešni, jih je nato tam pustil umreti in prevzel popoln nadzor nad preostalimi preživelimi.
Cornelisz nikoli sam ni zagrešil nobenega od umorov, čeprav je poskušal in ni uspel zastrupiti otroka (ki je bil na koncu zadavljen). Namesto tega je prisilil druge, da so to storili namesto njega, običajno pod pretvezo, da je žrtev storila kaznivo dejanje, kot je kraja. Cornelisz in njegovi privrženci so prvotno ubijali, da bi se rešili, vendar so sčasoma začeli ubijati iz užitka ali iz navade. Cornelisz je načrtoval zmanjšanje prebivalstva otoka na okoli 45, da bi njihove zaloge trajale čim dlje. Bal se je tudi, da je veliko preživelih ostalo zvestih podjetju. Skupno so Corneliszovi privrženci umorili najmanj 110 moških, žensk in otrok. Majhno število žensk so obdržali kot spolne sužnje ; med njimi je bila tudi Jans, ki jo je Cornelisz pridržal zase.

### Reševanje
Čeprav je Cornelisz pustil vojake, ki jih je vodil Hayes, umreti, so dejansko našli dobre vire vode in hrane na otoku West Wallabi. Sprva niso vedeli za pokole in so pošiljali vnaprej dogovorjene dimne signale, ki so oznanjali najdbe. Vendar so kmalu izvedeli za poboje preživelih, ki so bežali z otoka Beacon. V odgovor so vojaki izdelali začasno orožje iz materialov, ki jih je naplavilo razbitino. Nastavili so tudi stražo, da so bili pripravljeni na Corneliszove može, in zgradili majhno utrdbo iz apnenčastih in koralnih blokov. 
Cornelisz je izkoristil novico o vodi na drugem otoku, saj je njegova lastna zaloga usihala in nadaljnje preživetje vojakov je ogrožalo njegov uspeh. S svojimi možmi je šel, da bi poskušal premagati vojake, obsedene na otoku West Wallabi. Vendar so bili izurjeni vojaki do zdaj veliko bolje prehranjeni kot Corneliszova skupina in so jih zlahka premagali v več bitkah, na koncu pa so Cornelisza vzeli za talca. Njegovi možje, ki so pobegnili, so se ponovno zbrali pod vojakom Wouterjem Loosom in poskusili znova, tokrat z mušketami, da bi oblegali Hayesovo utrdbo in skoraj premagali vojake. Vendar pa so Hayesovi možje spet prevladali, ravno ko je prišel Sardam. Med Corneliszovimi možmi in vojaki se je začela tekma proti reševalni ladji. Hayes je prvi dosegel ladjo in Pelsaertu lahko predstavil svojo plat zgodbe. Po kratki bitki so združene sile zajele vso Corneliszovo skupino.

### Posledice
Pelsaert se je odločil izvesti sojenje na otokih, ker bi bil Sardam na povratnem potovanju v Batavijo prenatrpan tako s preživelimi kot z ujetniki. Po kratkem sojenju so najhujše prestopnike odpeljali na otok Seal in jih usmrtili. Corneliszu in nekaterim njegovim privržencem so odsekali obe roki, preden so jih obesili. 
Loos in kabinski sluga Jan Pelgrom de Bye, ki sta veljala le za manjša prestopnika, sta bila izgnana in izkrcana na celinski Avstraliji in nikoli več ni bilo slišati o njih. S tem so postali prvi Evropejci, ki so stalno živeli na avstralski celini.  Zdaj se domneva, da je ta lokacija Wittecarra Creek blizu Kalbarrija v Zahodni Avstraliji, čeprav je drug predlog v bližini Port Gregoryja.
Preostale Corneliszove privržence so odpeljali v Batavijo na sojenje. Pet jih je bilo obešenih, več drugih pa je bilo na poznejšem potovanju domov bičanih, vlečenih s kobilico ali vrženih z ladje. Corneliszev drugi poveljnik, Jacop Pietersz, je bil zlomljen na kolesu, kar je bila takrat najstrožja možna kazen. Jacobsz kljub mučenju ni priznal svojega sodelovanja pri načrtovanju upora in se je zaradi pomanjkanja dokazov izognil usmrtitvi. Kaj se je končno zgodilo z njim, ni znano; morda bi umrl v zaporu v Batavii. Preiskovalna komisija je odločila, da je Pelsaert izvajal pomanjkanje pooblastil in je zato delno odgovoren za to, kar se je zgodilo. Njegovo finančno premoženje so zasegli in v enem letu je umrl.
Hayesa so pozdravili kot heroja in ga povišali v narednika, kar mu je povečalo plačo, tisti, ki so bili pod njegovim poveljstvom, pa so napredovali v čin desetnika. Od začetnih 332 ljudi na krovu Batavie jih je le 122  prispelo do pristanišča Batavia. Sardam je končno odplul domov z večino zaklada, ki ga je prej nosila Batavia na krovu. Od dvanajstih skrinj z zakladom, ki so bile prvotno na krovu, so jih deset našli in prenesli na krov Sardama.

## Razbitina
Kapitan John Lort Stokes je aprila 1840 med raziskovanjem severozahodne obale otočja Abrolhos za britansko admiraliteto poročal, da so "odkrili tramove velike ladje", domnevno  Zeewijk, "na jugozahodni točki otoka", ki jih je spomnil, da ker je Zeewijkova posadka ' poročala, da je na tem delu videla razbitino ladje, ni dvoma, da so ostanki ostanki Batavie ".
V petdesetih letih prejšnjega stoletja je zgodovinarka Henrietta Drake-Brockman na podlagi obsežnih arhivskih raziskav trdila, da mora biti razbitina Batavie v skupini otokov Wallabi. Razbitino je leta 1963 prvič opazil lovec na jastoge David Johnson. Številni artefakti so bili rešeni v sedemdesetih letih 20. stoletja, vključno s krmnim lesom na levi strani, topovi in sidrom.  Da bi olajšali spremljanje in kakršno koli prihodnjo obdelavo, so les trupa postavili na jekleni okvir. 
Leta 1972 je nizozemska vlada prenesla pravice do nizozemskih ladijskih razbitin v avstralskih vodah na avstralsko vlado. Izkopani predmeti so na ogled na različnih lokacijah Zahodnoavstralskega muzeja, čeprav je večina topov in sider ostala na kraju samem . Razbitina je še vedno eno najboljših potapljaških mest na zahodni avstralski obali. 

### Zaklad
Batavia je nosila veliko količino zaklada. Vsaka ladja v razredu Batavia je po ocenah nosila 250.000 guldnov v dvanajstih lesenih skrinjah, od katerih vsaka vsebuje približno 8.000 srebrnikov. Ta denar je bil namenjen za nakup začimb in drugega blaga na Javi. Večji del teh kovancev so bili srebrni rijksdaalderji, ki so jih izdelale posamezne nizozemske države, preostanek pa so večinoma sestavljali podobni kovanci, ki so jih izdelala nemška mesta, kot je Hamburg. 
Pelsaertu je bilo naročeno, naj po vrnitvi na otoke Abrolhos reši čim več denarja, s pomočjo potapljačev, »da bi poskusili rešiti ves denar [in] skrinjico z dragulji, ki je bila že pred vašim odhodom shranjena na majhen otok«. Pobiranje in reševanje denarja še zdaleč ni bilo lahko. Pelsaert je poročal o težavah pri vlečenju težkih skrinj, npr. 27. oktobra 1629, ko je bilo treba skrinjo označiti z bojo za kasnejši dvig. Dne 9. novembra je zabeležil pošiljanje štirih skrinj z denarjem Sardamu in treh naslednji dan, vendar je nato opustil nadaljnje iskanje. Do 13. novembra je Pelsaert zabeležil, da je bilo najdenih deset skrinjic z denarjem  – približno 80.000 kovancev – pri čemer sta dva izgubljena, saj jih je bilo prvotno naloženih dvanajst. Enega so zagozdili pod topovi, drugega pa so razbili Corneliszovi možje.
Batavijin zaklad je vključeval tudi posebne predmete, ki jih je Pelsaert prevažal za prodajo na Mogulski dvor v Indiji, kamor je nameraval odpotovati. Bile so štiri torbe z dragulji, vredne okoli 60.000 guldnov in rimsko kamejo iz zgodnjega četrtega stoletja, pa tudi številne druge predmete, ki so zdaj razstavljeni v Fremantleu in Geraldtonu v Zahodni Avstraliji ali pa jih je našel Pelsaert.

## Zapuščina
Replika ladje Batavia je bila zgrajena od leta 1985 do 1995 z uporabo istih materialov in metod, uporabljenih v začetku 17. stoletja. Njena zasnova je temeljila na sodobnih poročilih, najdenih razbitinah in drugih sodobnih ladjah, kot je Vasa. Po številnih komemorativnih plovbah je ladja zdaj privezana kot muzejska ladja v Lelystadu na Nizozemskem.

## Mediji
Verjetno najbolj znana ponovna pripoved zgodbe je bila v knjigi Otoki jeznih duhov Hugha Edwardsa  (ponatis leta 2000). Ta nagrajena knjiga je opisala razbitino in posledice, nato pa je sledila zgodba o odkritju in obnovitvi. Leta 1973 je Bruce Beresford produciral film o ladji z naslovom The Wreck of the Batavia.  Drug dokumentarni film, The Batavia – Wreck, Mutiny and Murder, je bil predvajan na Nine Network leta 1995.  Leta 2001 je valižanski avtor Mike Dash izdal svojo knjigo Batavia's Graveyard: The True Story of the Mad Heretic Who Led History's Bloodiest Mutiny, zgodovinopisno poročilo o dogodkih in ljudeh na krovu Batavie. Leta 2012 je Peter Fitzsimons izdal knjigo z naslovom Batavia, v kateri je podrobno razpravljal o dogodkih, leta 2017 pa je poročilo v 60 minutah podrobno opisalo arheološko odkritje skeletnih ostankov nekaterih žrtev. Casefile True Crime Podcast je prav tako podrobno pokrival incident februarja 2020. Potovanje, brodolom in kasnejši dogodki so tema Anatomije heretika Davida Marka iz leta 2022.

## Poglej tudi
- Seznam pobojev v Avstraliji
- Brodolomci zahodne Avstralije